# Ezechia
Ezechia ( transliterarea obișnuită în traducerile românești ale Bibliei a numelui ebraic חזקיהו    „Ḥizkiyahu” sau „Ḥizkiyah”  sau Hizkiya ben Ahaz,  (greacă Ἐζεκίας, Ezekias, în Septuaginta), a fost un personaj biblic,   fiul regelui Ahaz și al 14-lea rege al Regatului Iuda. Edwin Thiele a presupus că domnia sa a fost între 715 și 686 î.Hr. Ezechia este unul din cei mai proeminenți regi ai Regatului lui Iuda.
Ezechia a asistat la cucerirea vecinului său de la nord, regatul Israel, urmat de ducerea în robie a mii de locuitori de către regele asirian Sargon al II-lea în anul 720 î.Hr. Ezechia a condus regatul Iuda în timpul asediului asirian al Ierusalimului de către Senaherib în 701 î.Hr., asediu curmat, după spusele Bibliei, de către o molimă care a afectat armata inamică.
În timpul domniei sale au profețit Isaia și Mica. Ezechia a adoptat reforme religioase care au constat în interzicerea închinării la idoli în Templul din Ierusalim și a reinstaurat închinarea către YHWH, Dumnezeul lui Israel, așa cum aceasta este descrisă în cele cinci cărți ale lui Moise (Pentateuhul).